# Gonomyia (Leiponeura) biserpentigera
Gonomyia (Leiponeura) biserpentigera is een tweevleugelige uit de familie steltmuggen (Limoniidae). De soort komt voor in het Australaziatisch gebied.